# Jean Baptiste Barthélémy Thomas d'Estienne
Jean Baptiste Barthélémy Thomas d'Estienne, conte d'Orves (1727 – Orient, 9 febbraio 1782), è stato un ammiraglio francese, comandante della squadra navale dell'Oceano Indiano nelle prime fasi della guerra anglo-francese (1778-1783).

## Biografia
Nacque nel 1727 all'interno della famiglia Estienne, una nobile casata della Provenza, figlio di Jean. Arruolatosi nella Marine royale, divenne guardiamarina nel 1742, enseigne de vaisseau nel 1748, fu poi comandante della compagnia della guardie alla bandiera. Tenente di vascello a Brest nel 1756, capitano di fregata nel 1764, capitano di vascello nel 1772, brigadiere delle armate navali nel 1776.  Al comando del vascello da 74 cannoni Actif il 27 luglio 1778, prese parte alla battaglia di Ouessant.
Nel 1778 assunse il comando del vascello da 80 cannoni Orient. Il 28 dicembre, durante la guerra anglo-francese, lasciò Brest per rinforzare la colonia francese dell'Île de France. Quando François Jean Baptiste l'Ollivier de Tronjoli, comandante delle forze navali francesi nell'Oceano Indiano, fu richiamato in Patria, gli trasferì il comando della squadra.
Guidò la sua squadra al largo della costa del Coromandel, con scarsi risultati. Nell'aprile 1781, la sua salute stava peggiorando e trasferì il comando della divisione a Bernard Marie Boudin de Tromelin e quello dell'Orient al primo ufficiale Bolle. Pierre André de Suffren de Saint Tropez arrivò all'Île de France con rinforzi il 25 ottobre 1781 ed egli decise di organizzare un'incursione contro gli interessi britannici in India.
Il 7 dicembre 1781 salpò dall'Île de France con 11 navi di linea, 3 fregate e 3 corvette, con l'intenzione di attaccare Trincomalee. Tuttavia, cambiò idea e decise invece di attaccare Madras. Il 12 gennaio 1782 fu promosso Chef d'escadre. Nei giorni successivi, la sua cagionevole salute peggiorò al punto che non era più idoneo al servizio e il 3 febbraio delegò il comando a Suffren.  Si spense a bordo dell'Orient  il 9 febbraio 1782, pochi giorni prima della battaglia di Sadras. La salma venne tumulata in mare, al largo di Chennai.
Charles Cunat paragonò d'Orves a Tronjoli in quanto entrambi i comandanti non riuscirono a prendere l'iniziativa contro gli inglesi, e li contrappone all'abilità di Suffren. L'ammiraglio Rémi Monaque definì d'Orves un "ammiraglio piuttosto mediocre".

### Fonti
1. 1 2 3  Cunat 1852, p. 103.
2. 1 2 3  Vergé-Franceschi 1990, p. 693.
3. 1 2 3  Vergé-Franceschi 1990, p. 695.
4. ↑  Roche 2005, pp. 19-20.
5. ↑  Troude 1867, p. 7.
6. ↑  Cunat 1852, p. 73.
7. ↑  Cunat 1852, p. 83.
8. 1 2  Cunat 1852, p. 85.
9. 1 2  Cunat 1852, p. 94.
10. ↑  Cunat 1852, p. 87.
11. ↑  Cunat 1852, p. 97.
12. ↑  Cunat 1852, p. 98.
13. ↑  Cunat 1852, p. 100.
14. ↑  Monaque 2017, p. 88.